# Major Impacts
Major Impacts é o segundo álbum de estúdio do guitarrista Steve Morse (oitavo, se considerados os da Steve Morse Band), lançado em 11 de julho de 2000.

## Faixas
| N.º            | Título                   | Duração |  |
| 1.             | "Derailleur Gears"       | 4:39    |  |
| 2.             | "Well I Have"            | 4:13    |  |
| 3.             | "Truth Ola"              | 5:33    |  |
| 4.             | "Migration"              | 3:55    |  |
| 5.             | "Led On"                 | 5:58    |  |
| 6.             | "The White Light"        | 3:21    |  |
| 7.             | "How Does It Feel?"      | 4:10    |  |
| 8.             | "Bring It To Me"         | 4:03    |  |
| 9.             | "Something Gently Weeps" | 4:38    |  |
| 10.            | "Free In the Park"       | 4:36    |  |
| 11.            | "Prognosis"              | 6:03    |  |
| Duração total: | Duração total:           | 51:09   |  |

## Créditos
Músicos
- Steve Morse – guitarra
- Dave LaRue - baixo
- Van Romaine - bateria[1]